# Joseph Marlin
Joseph Marlin, alternativ Josef Marlin, (n. 27 august 1824, Sebeș, d. 30 mai 1849, Pojon, azi Bratislava) a fost un jurnalist și scriitor de limbă germană din Transilvania.
Marlin a studiat la Viena, iar din 1847 a fost învățător privat la Pesta și redactor la ziarul Pester Zeitung. În timpul revoluției de la 1848 a avut o poziție unionistă, publicând un „Program politic pentru sașii ardeleni” în care propune reforme liberale în diferite domenii (administrativ, școlar, bisericesc), dar pe baza primatului limbii și instituțiilor maghiare. Aceasta i-a determinat pe redactorii la gazeta Siebenbürger Bote să-l numească Pester Nationalgardist und filius perditus patriae (promotor al naționalismului maghiar și fiu pierdut al patriei) . Marlin s-a distanțat însă începând din vara anului 1848 de revoluția maghiară. Din 1849 s-a aflat iarăși la Viena. A colaborat și la Augsburger Allgmeine Zeitung. A murit de holeră în același an.
În cei nici 25 de ani cât a avut de trăit Joseph Marlin ne-a lăsat o operă bogată, mai multe romane și povestiri și o lirică inovativă pentru literatura germană din Transilvania din aceea vreme. În ciclul Geschichten des Ostens (Povestiri din Est) Marlin oferă o imagine a lumii multinaționale din sud-estul Europei. Primul său roman, Attila, îl are ca erou nu pe regele hunilor din titlu, ci pe conducătorul goților Walamir. Aceste aspecte sunt accentuate și în nuvelele sale: Das einsame Haus (Casa singuratică), Baba Noak, Der Walache (Vlahul) sau în fragmentul de roman publicat postum Horra, Kriegs- und Friedensbilder aus dem Volksleben der Rumänen oder Walachen in Siebenbürgen (Horra, imagini de război și pace din viața românilor sau vlahilor în Transilvania). Marlin s-a interesat și pentru poezia populară română. A scris de asemenea și o piesă de teatru, Klara von Visegrad, care însă s-a pierdut.

## Lucrări
- Politische Kreuzzüge im Sachsenland, Hermannstadt (Sibiu) 1847
- Attila, Zuchtruthe Gottes, Beben der Welt, 3 volume, Heckenast, Pest 1847
- Sulamith, 2 volume, Pest 1848
- Jenseits der Wälder, Siebenbürgische Erzählungen, 2 volume, Pest 1850
- Ausgewählte Schriften redactat de Astrid Connerth, Editura de Stat, București 1958